# Leo Jogiches
Leo Jogiches, ejtsd [jogihesz] (Vilnius, 1867. július 17. – Berlin, 1919. március 10.) szociáldemokrata politikus, majd marxista beállítottságú forradalmár volt. Rosa Luxemburggal megismerkedve csatlakozott a szociáldemokrata mozgalomhoz. Az 1918–19-es németországi forradalom kitörése után részt vett a marxista forradalmi tömörülés, a Spartakus-szövetség (Spartakusbund) megalapításában, amely rövidesen a Németország Kommunista Pártjának (KPD) magját képezte. Jogiches ismert volt „Jan Tyszka” néven is. Intim szálak fűzték harcostársához Rosa Luxemburghoz, akinek meggyilkolása után átvette a KPD vezetését. 1919 márciusában letartóztatták és a börtönben kivégezték.

## Élete
Leo Jogiches 1867. július 17-én született Vilniusban egy jómódú zsidó származású kereskedő gyermekeként. 1890-ben Svájcba költözött, ahol találkozott Rosa Luxemburggal, Alekszandra Mihajlovna Kollontajjal, Georgij Plehanovval és Karl Kautskyval. 1893-ban Luxemburggal közösen megalakították Lengyelország Szociáldemokrata Pártját. Mivel tevékenységük illegálisnak minősült, ezért a párt Munkások Ügye néven megjelenő lapját (Sprawa Robotnicza) Párizsban jelentették meg. Az 1905-ös orosz forradalom után Jogiches és Luxemburg Varsóba költöztek, ahol nem sokkal később letartóztatták őket. Szabadon bocsátásuk után visszatértek a Német Birodalomba. Jogiches és Luxemburg a mensevikek pártjára álltak a bolsevikokkal szemben. Ennek következtében Vlagyimir Iljics Lenin Karl Radeket támogatta velük szemben.
Jogiches ellenezte a Német Birodalom részvételét az első világháborúban és 1914 őszén részt vett az SPD-n belül működő, informális, háborúellenes Internacionálé Csoport (Gruppe Internationale) létrehozásában. Az alapítók között volt Karl Liebknecht, Rosa Luxemburg, Paul Levi, Ernest Meyer, Franz Mehring és Clara Zetkin is. 1916 márciusában, amikor a csoport kibővölt 18 SPD taggal, akiket a pártfrakció a pártfegyelem megsértése miatt kizárt soraiból, felvette a Spartakus-csoport (Spartakusgruppe) nevet. 1916. május 1-jén a Spartakus-csoport tagjai úgy döntöttek, hogy nyílt politizálásba kezdenek és Berlinben háborúellenes demonstrációt szerveztek. Ennek következtében számos vezetőjüket, köztük Karl Liebknechtet és Rosa Luxemburgot letartóztatták és bebörtönözték. Csak 1918 októberében bocsátották őket szabadon, amikor Miksa badeni herceg az összes politikai fogolynak amnesztiát adott.
1919 januárjában kitört a Spartakista felkelés Berlinben. Leverésükhöz Friedrich Ebert kénytelen volt igénybe venni a szabadcsapatok (Freikorps) segítségét, mivel a munkások nem voltak hajlandóak fegyveres erővel megvédeni a demokratikus rendszert. A szabadcsapatokban többnyire a régi hadsereg tisztjei szolgáltak, akik a kommunista felkelés leverését inkább a kommunizmus iránti gyűlöletből, mint a köztársaság irányában érzett tisztelet miatt segítették. Ennek következtében a levert felkelés vezetőit letartóztatták, majd sokakat (köztük Karl Liebknechtet és Rosa Luxemburgot) tárgyalás nélkül kivégeztek. Jogichest harcostársához, Rosa Luxemburghoz 15 éven keresztül tartó szerelmi kapcsolat fűzte. Luxemburg meggyilkolása után nyomozásba kezdett. 
A gyilkosok utáni kutatása közben 1919 márciusában berlini lakásában letartóztatták, és 1919. március 10-én a Berlin-Moabit börtönben egy Ernst Tamschick nevű rendőr-őrmester tarkólövéssel megölte.